# Concentrație maximă de lucru
Concentrație maximă de lucru (germană MAK), de la data de 1 ianuarie 2005, în România, a intrat în vigoare legea nouă cu privire la reglementarea unor procedee de lucru cu substanțe dăunătoare sănătății.
- Astfel este stabilită concentrația maximă admisă de lucru cu o substanță nocivă, sub formă de gaz, vapori, aerosoli sau praf, (care trec prin filtrul măștilor de protecție) și care prezintă pericolul de a fi inhalat în timp de 8 ore de lucru, sau 40 (42) ore de lucru/săptămână.